# Geophilus longicapillatus
Geophilus longicapillatus är en mångfotingart som beskrevs av Masatoshi Takakuwa 1937. Geophilus longicapillatus ingår i släktet Geophilus och familjen storjordkrypare. Inga underarter finns listade i Catalogue of Life.